# Starbomb (album)
Starbomb är den amerikanska komedigruppen Starbombs första studioalbum släppt 17 december 2013. Albumets låtar är parodier på TV-spel.

## Låtlista
Alla låtar är skrivna och komponerade av Arin Hanson, Dan Avidan, och Brian Wecht. 
| Nr           | Titel                                | Parodi              | Längd |
| ------------ | ------------------------------------ | ------------------- | ----- |
| 1.           | "Intro"                              |                     | 1:23  |
| 2.           | "I Choose You to Die"                | Pokémon             | 1:59  |
| 3.           | "Luigi's Ballad"                     | Super Mario         | 2:28  |
| 4.           | "It's Dangerous to Go Alone"         | The Legend of Zelda | 2:41  |
| 5.           | "Mega Marital Problems"              | Mega Man            | 2:31  |
| 6.           | "Rap Battle: Ryu vs. Ken"            | Street Fighter      | 1:58  |
| 7.           | "Crasher-vania"                      | Castlevania         | 2:46  |
| 8.           | "The Book of Nook"                   | Animal Crossing     | 1:59  |
| 9.           | "Sonic's Best Pal"                   | Sonic the Hedgehog  | 2:08  |
| 10.          | "Regretroid"                         | Metroid             | 1:57  |
| 11.          | "Kirby's Adventures in Reamland"     | Kirby               | 2:01  |
| 12.          | "The Simple Plot of Final Fantasy 7" | Final Fantasy VII   | 2:50  |
| 13.          | "Outro"                              |                     | 0:40  |
| Total längd: | Total längd:                         | Total längd:        | 26:58 |